# Millennium Project
Das Millennium Project (dt.: Jahrtausendprojekt) ist ein internationaler Think Tank in Form eines non-profit NGO mit weltweit 72 „Knoten“ (Stand: 2025). Er sammelt Informationen über Zukunftsstudien und produziert seit 1997 jährlich einen „State of the Future“-Report und die „Futures Research Methodology Series“.
Das Projekt wurde von der „Futures Group International“, der Smithsonian Institution, der Universität der Vereinten Nationen und dem „American Council for the UN“ gegründet.
Das Millennium Project ist eine Non-Profit-Organisation, in der Wissenschaftler aus aller Welt ehrenamtlich zusammenarbeiten.

## Machbarkeitsstudie
Die Arbeit an der Machbarkeitsstudie lässt sich in drei grundlegende Phasen unterteilen. Dabei ist die Studie keine einzelne Arbeit, sondern ein über Jahre dauerndes Projekt, welches die Zukunftsforschung als Vernetzungspartner und Think Tank voran bringen sollte.

### Phase I
In der ersten Phase der Machbarkeitsstudie, welche 1992 begann, sollten Zukunftsforscher und Wissenschaftler aus aller Welt identifiziert und vernetzt werden. Sie sollten gemeinsam am zugrundeliegenden Konzept des Projekt arbeiten und erste Tests zu Bevölkerungs- und Umweltproblemen durchführen. Diese Phase wurde von der US-Umweltschutzbehörede EPA unterstützt.

### Phase II
In der zweiten Phase der Machbarkeitsstudie, welche 1993/1994 statt fand, wurde eine Reihe von Berichten zur Methodik der Zukunftsforschung und zu für Afrika wichtigen langfristigen Problemen erstellt. Sie wurde von der UNDP/African Future unterstützt.

### Phase III
In der dritten Phase der Machbarkeitsstudie, welche 1994/1995 statt fand, endete die Machbarkeitsstudie mit dem Abschlussbericht. Diese letzte Phase wurde von der UNESCO finanziert. Unter anderem arbeitete die Machbarkeitsstudie 15 globalen Herausforderungen heraus, welche bis heute aktualisiert werden. Sie bieten einen strukturierten Rahmen für die Bewertung der globalen und lokalen Zukunftsaussichten der Menschheit. Jede Herausforderung enthält einen prägnanten Überblick, Handlungsempfehlungen und regionsspezifische Überlegungen und wird seit ihrer Einführung 1996 kontinuierlich aktualisiert. Grundlage für diese Bewertungen sind jahrzehntelange kontinuierliche Forschung, Delphi-Studien, Interviews und die Beiträge von mehr als 4.000 internationalen Experten. 

### Arbeit bis heute
Heute erfüllt das Millennium-Projekt seinen Auftrag, indem es Einzelpersonen und Institutionen weltweit vernetzt, um gemeinsam an der Forschung zur Bewältigung wichtiger globaler Herausforderungen zu arbeiten. Seit 1996 haben über 4.500 Zukunftsforscher, Wissenschaftler, Entscheidungsträger und Unternehmensplaner aus über 75 Ländern ihre Ansichten zur Forschung des Millennium-Projekts beigetragen. Jährlich wird der "State of the Future Report" veröffentlicht, darin werden Informationen zu aktuellen globalen Fragen und zukünftige Trends veröffentlicht.

## Landesorganisation in Deutschland
Der deutsche „Knoten“ (engl.: Node) wurde im Jahr 2003 gegründet.
Mitglieder der deutschen Organisation sind u. a.:
- Bertelsmann Stiftung
- Fraunhofer-Institut für System- und Innovationsforschung
- Freie Universität Berlin/Institut Futur
- Steinbeis Europa-Zentrum
- VDI Technologiezentrum
- Volkswagen AG/Konzernforschung

## Veröffentlichungen
- „2050: Die Zukunft der Arbeit.“ Ergebnisse einer internationalen Delphi-Studie des Millennium Project[7]